# Leuvenumse Bos

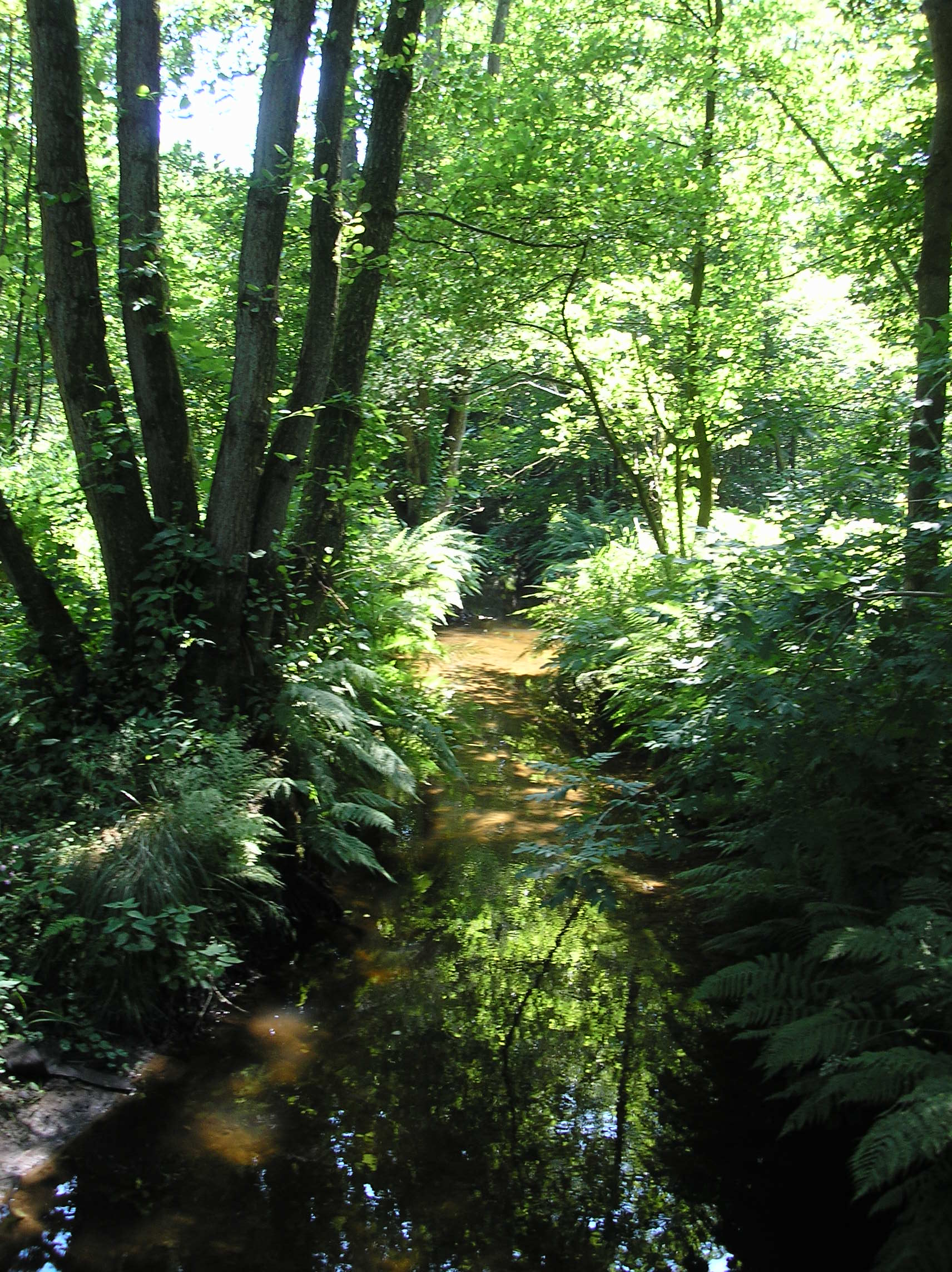
Leuvenumse Bos

Het Leuvenumse Bos is een bosrijk natuurgebied op de noordelijke Veluwe zuidelijk van Harderwijk en oostelijk van Ermelo. Het Leuvenumse Bos is 837 hectare groot en is eigendom van Natuurmonumenten.

## Ligging en omgeving
Het Leuvenumse Bos maakt samen met gebieden als Leuvenhorst deel uit van een ca 3500 ha grote zone ten zuiden van de snelweg A28 waar geen verharde wegen voorkomen, wat bijdraagt aan de rust en de belevingswaarde van het gebied. In het westen sluit het het Leuvenumse Bos aan bij de gemeentebossen van Harderwijk (720 ha) en het Beekhuizerzand (ruim 263 ha, gem. Harderwijk), in het zuiden gaat het Leuvenumse Bos over in de landgoederen Leuvenum (particulier, ruim 500 ha) en Staverden (Gelders Landschap, 718 ha), naar het oosten gaat het over in Leuvenhorst (natuurmonumenten, 1425 ha).

## Beschrijving
Het Leuvenumse Bos is in 1911 gekocht door Natuurmonumenten om totale kaalkap te voorkomen. Het gebied bestaat overwegend uit uitgestrekte vastgelegde stuifzanden met nog vrij veel reliëf, waarop begin 20e eeuw grovedennenbossen zijn geplant. De dennenbossen zijn grotendeels aangeplant in de 2e helft van de 19e eeuw op de uitgestrekte heidevelden en stuifzanden. Langs de Hierdensche of Leuvenumsche Beek komen oude loofbossen voor, die vaak uit eikenhakhout zijn ontstaat, maar op drassige plekken vindt men ook bossen met zwarte els en wilgen.
Het Cyriasische Veld, een open heidegebied, is later in beheer gekomen.
Deelgebieden hebben romantisch aandoende namen als Stille Eenzaamheid, Verbrande Bos, Grote Water en Zwarte Berg.

## Flora en fauna
In de drassige laagten langs de beek komt nat loofbos voor met zwarte els en wilg. Verder komen er in het gebied jeneverbes, rode en blauwe bosbes, hulst, dophei, struikhei, dalkruid en veel korstmossen voor.
Het Leuvenumse Bos is rijk aan wild. Er komen veel zwijnen en edelherten voor, maar ook kleinere dieren als de ree, de das en de vos. Sinds enkele jaren wordt ook de wolf regelmatig in het Leuvenumse bos gespot. Er broeden 65 verschillende soorten vogels. Langs de Leuvenumsche Beek wordt onder andere de ijsvogel en de zeearend soms gesignaleerd.

## Cyriasische Veld
In het zuidwesten ligt het Cyriasische Veld. Het is een groot droog heidegebied met veel struikheide en plaatselijk kraaiheide. Hier lopen runderen en schapen vrij rond, hun begrazing dient om de heide in stand te houden. Het gebied is rijk aan insecten, waaronder de mestkever, die dankbaar gebruikmaakt van de mest van de grazers. De kevers hebben een belangrijke functie in de voedselketen op de heide.
Het Cyriasische Veld is vernoemd naar de Amsterdamse familie Cyriack. Deze familie was eigenaar van het gebied. Later is het in andere handen gekomen, maar de naam bleef behouden. Het veld wordt ook wel Harrie Jakkes Veld genoemd naar de prediker die er openluchtdiensten hield. 